# Има (приток Камы)
Има — река в России, протекает по Верхнекамскому району Кировской области. Устье реки находится в 1342 км от устья Камы по правому берегу. Длина реки составляет 43 км. В 9,3 км от устья принимает справа реку Недьба.
Исток реки на Верхнекамской возвышенности в урочище Имское Раменье неподалёку от границы с Пермским краем в 27 км к востоку от посёлка Чус. Река течёт на северо-запад, всё течение проходит по ненаселённому, заболоченному лесу. Незадолго до устья протекает озеро Има, окружённое заболоченным лесом. В озеро Има впадает справа крупнейший приток Имы — Недьба. Незадолго до озера Има принимает слева протоку Вежата, вытекающую из Камы выше по течению. Впадает в Каму напротив села Пушья. Ширина около устья — 25 метров.

## Данные водного реестра
По данным государственного водного реестра России относится к Камскому бассейновому округу, водохозяйственный участок реки — Кама от истока до водомерного поста у села Бондюг, речной подбассейн реки — бассейны притоков Камы до впадения Белой. Речной бассейн реки — Кама.
Код объекта в государственном водном реестре — 10010100112111100001075.